# توم دوغان
توم دوغان (بالإنجليزية: Tom Duggan)‏ هو صحفي وكاتب العمود أمريكي، ولد في 20 أغسطس 1915، وتوفي في 28 مايو 1969.

## وصلات خارجية
- توم دوغان على موقع IMDb (الإنجليزية)
- توم دوغان على موقع قاعدة بيانات الفيلم (الإنجليزية)